# Kim Valentin
Kim Valentin, né le 19 mars 1963 à Rødovre (Danemark), est un homme politique danois, membre du parti Venstre.

## Biographie
Kim Valentin suit de 1983 à 1990 des études d'économie à l'université de Copenhague. Pendant la même période, il est joueur de football professionnel dans divers clubs de la région de la capitale, dont le Boldklubben 1903.
Engagé au sein du parti Venstre, il est élu au conseil municipal de Gribskov en 2005. Il est réélu en 2009. Il est tête de liste pour son parti lors des élections municipales de 2013, à l'issue desquelles il devient maire de la commune.
Il est candidat à sa réélection lors des élections de 2017, et sa liste arrive en tête du scrutin du 21 novembre. Alors favori pour être reconduit dans ses fonctions de maire, il doit toutefois céder son rôle à Anders Gerner Frost, qui avait obtenu le soutien d'une majorité du conseil municipal.
Il est élu député au Folketing lors des élections législatives de juin 2019.
Candidat à un second mandat lors des élections législatives anticipées du 1er novembre 2022, il échoue à être réélu et devient seulement le premier suppléant de son parti dans sa circonscription de la banlieue de Copenhague. Toutefois, quelques jours après le scrutin, la députée Karen Ellemann annonce renoncer à siéger pour devenir secrétaire-générale du Conseil nordique des ministres, et Valentin retrouve son siège.